# Vía Labicana

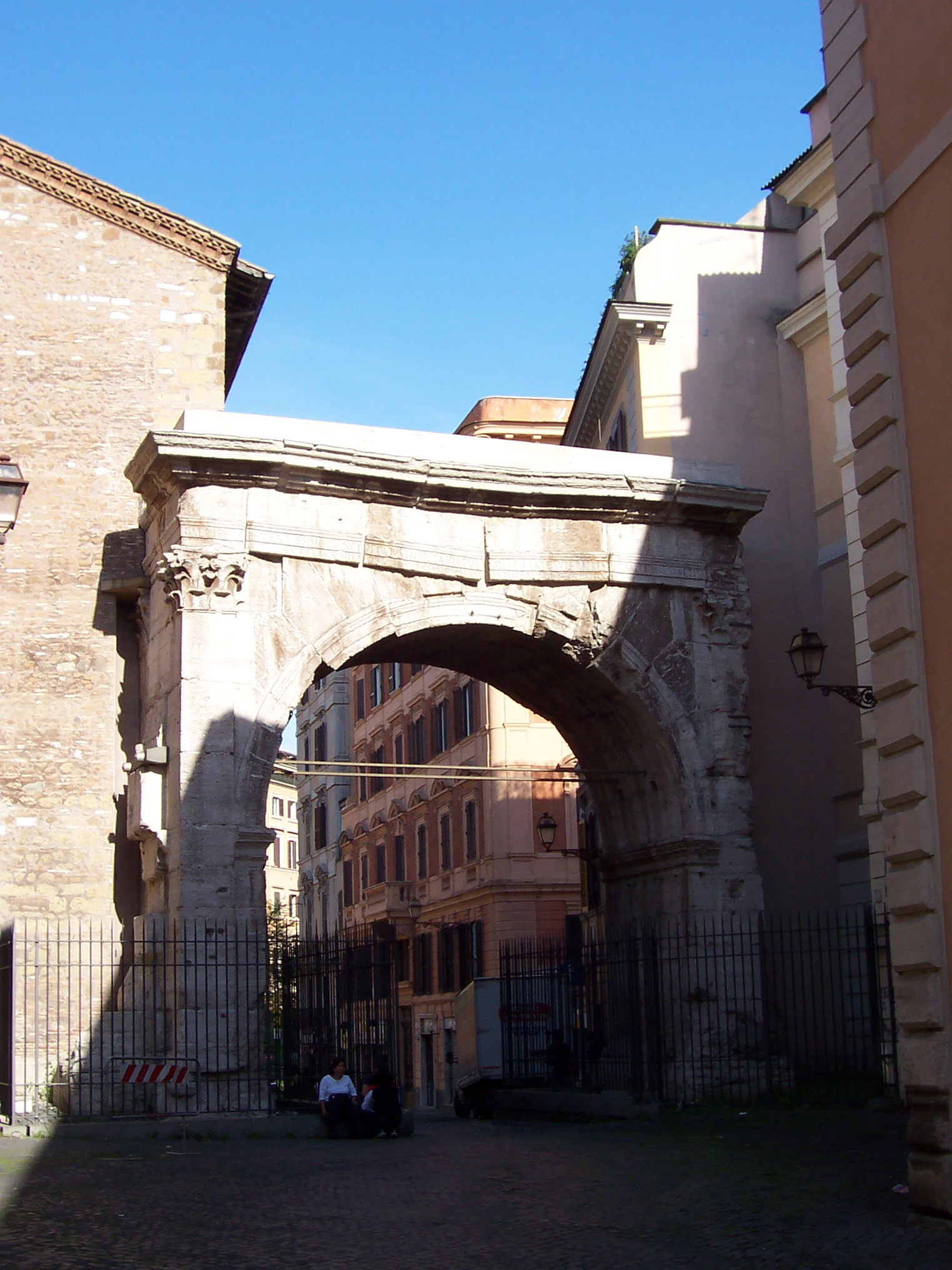
El arco de Galieno en la Porta Esquilina, Vía Labicana.

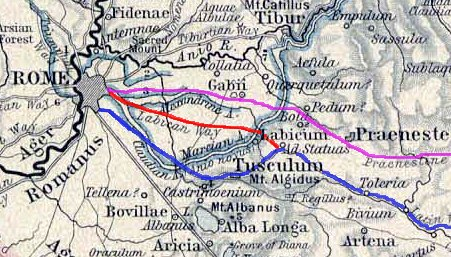
Via Labicana en rojo, entre la Via Prenestina y la Via Latina.

Vía Labicana fue una calzada romana que salía de la puerta Esquilina en Roma y llevaba hasta la antigua ciudad de Labicum o Labici, a unos 25 km de Roma, donde después seguía en la misma dirección hacia las montañas Albanas y se unía con la Vía Latina en la estación de Ad Pictas. 

## Recorrido
La única estación entre Labicum y Ad Pictas era Ad Quintanas según el itinerario de Antonio pero la Tabla de Peutinger añade Ad Statuas (sin mencionar Ad Quintanas). Hasta Ad Quintanas seguía un curso paralelo a la vía Prenestina.
Su itinerario fue reconstruido perfectamente en el siglo XIX. El punto exacto de Ad Pictas, no obstante, no se ha determinado. Cerca de la vía y de Roma, había diversas tumbas, algunas de ellas bastante grandes; la más importante es la llamada Torre Pignatara, a unos 5 km de Porta Maggiore, que la tradición (sin fundamento) da como la tumba de Elena, la madre de Constantino el Grande. Sí que estaba en la zona, a unos 8 km de Roma, la tumba familiar del emperador Didio Juliano.

## Puentes romanos
Existen restos de al menos un puente romano en la vía, que cruza el Fosso del Giardinetto, 11 km al este de Roma.